# Protogeomètric

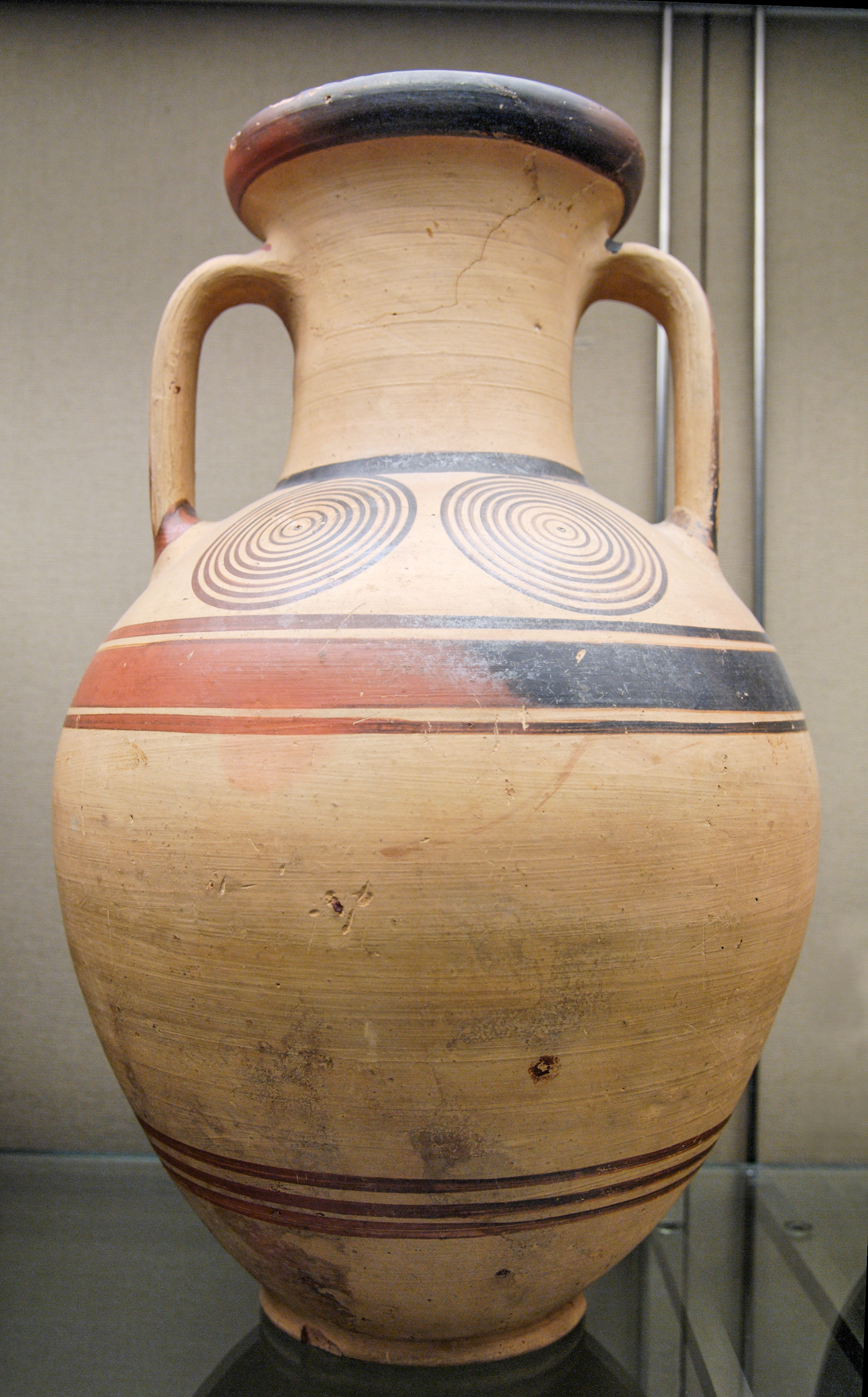
Àmfora protogeomètrica c.975–950 BC. Atenes, actualment al Museu Britànic.

El protogeomètric és un estil de ceràmica de l'antiga Grèciaproduït entre el 1050 i el 900 aC (edat fosca i principis del període arcaic). Després de la caiguda de la cultura micènica-minoica i el posterior perídoe fosc, l'estil protogeomètric emergí com la primera expressió d'una civilització que revivia. Després del desenvolupament d'un torn més ràpid, els vasos d'aquest període són notablement més aconseguits que exemples anteriors. La decoració d'aquests pots es restringeix a elements purament abstractes, i sovint inclou bandes horitzontals amples al coll i al cos, i també hi ha cercles concèntrics fets amb compassos i diversos pinzells. També es feien servir motius senzills, però a diferència de moltes al posterior estil geomètric, no es pintava bona part de la superfície.
L'estil fou liderat per Atenes, des d'on s'escampà a diversos altres centres. Una de les innovacions de l'estil va ser l'ús de noves formes inspirades en les micèniques, com les àmfores panxudes, les àmfores amb coll, el crater i el lècit. Artistes d'Àtica van redissenyar aquests recipients fent servir el torn ràpid per incrementar-ne l'altura i conseqüentment la superfície disponible per ser decorada.